# Gouwe
Pour l’article homonyme, voir Herman Gouwe.

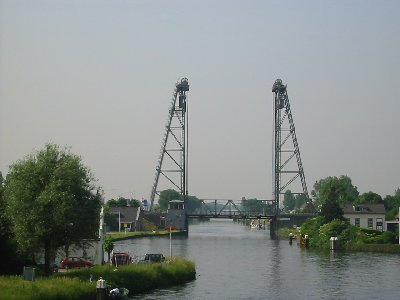
Pont levant à Alphen-sur-le-Rhin.

La Gouwe est une rivière canalisée néerlandaise de la Hollande-Méridionale.

## Géographie
La Gouwe suit un parcours nord-sud, depuis le Vieux Rhin près d'Alphen aan den Rijn jusqu'à l'IJssel hollandais à Gouda. Elle communique avec le Vieux Rhin à Gouwsluis, elle traverse Boskoop et Waddinxveen. A Gouda, la Gouwe se divise en deux : le cours historique qui traverse le vieux centre ville et un nouveau canal, le Canal de la Gouwe (Gouwekanaal), qui contourne la ville par l'ouest.
La Gouwe a toujours été et est toujours un itinéraire important pour la navigation fluviale. Vers le nord, l'itinéraire se poursuit via le Canal de l'Aar (anciennement via le Kromme Aar). La Gouwe sert également pour la maîtrise du niveau des eaux des polders de la Rhénanie néerlandaise.

## Histoire
Anciennement, une écluse à péage se situait au port de Gouda. Jusque dans les années 1950, c'était la seule liaison entre la Gouwe et l'IJssel hollandais. Le Gouwe faisait partie de la liaison principale (et obligatoire) de navigation fluviale à travers la Hollande, qui reliait Dordrecht à Haarlem, puis à Amsterdam. Les villes le long de cet itinéraire faisait tout pour préserver cet itinéraire, tout comme les comtes de Hollande, qui levaient un droit de péage à Gouda et à Spaarndam. Les villes de Delft et Leyde, n'étant pas situées sur cet itinéraire, n'étaient pas contentes de cette situation.

## Ouvrages d'art
La Gouwe se distingue par les trois ponts levants à Alphen aan den Rijn, à Boskoop et à Waddinxveen, images emblématiques de cette rivière.

## Source
- (nl) Cet article est partiellement ou en totalité issu de l’article de Wikipédia en néerlandais intitulé « Gouwe (rivier) » (voir la liste des auteurs).